# Vinhós (Fafe)

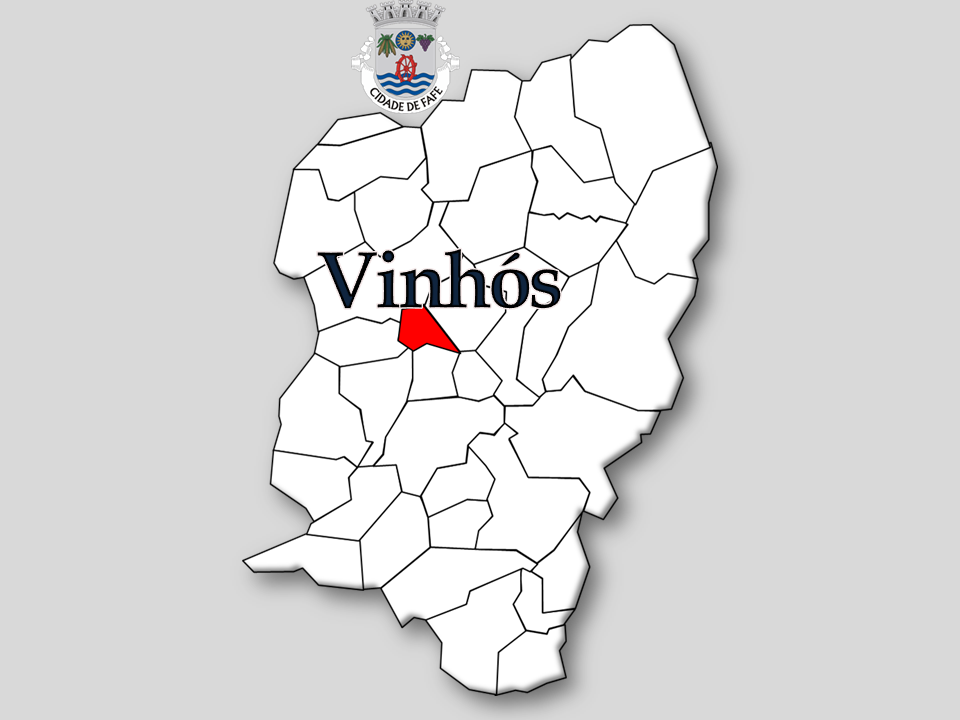
Localização da Freguesia de Vinhós no Município de Fafe

Vinhós é uma povoação portuguesa sede da Freguesia de Vinhós do Município de Fafe, freguesia com 2,88 km² de área e 570 habitantes (censo de 2021), tendo, por isso, uma densidade populacional de 198 hab./km².

## Demografia
A população registada nos censos foi:
| Ano  | 0-14 Anos | 15-24 Anos | 25-64 Anos | > 65 Anos |
| 2001 | 122       | 128        | 357        | 81        |
| 2011 | 76        | 79         | 381        | 106       |
| 2021 | 57        | 49         | 335        | 129       |